# Chiesa di San Michele a Monteripaldi
La chiesa di San Michele a Monteripaldi è un luogo di culto cattolico che si trova nell'omonima località del comune di Firenze.
Il toponimo pare derivi da una radice longobarda e le prime notizie, del 1138, segnalano uno spedale dedicato all'Arcangelo Michele, accanto al quale venne edificato un monastero femminile. Su una prima chiesa romanica si innestò una più grande, che ebbe nel 1295 il patronato dei Bardi e divenne parrocchia.
Durante l'assedio del 1529-1530 fu occupata da Baccio Valori, commissario generale di papa Clemente VII; nel 1548 vi fu rettore Giovanni della Casa, autore del Galateo. Subì modifiche nel Settecento e nel 1871 venne costruito il campanile in stile neogotico dall'ingegner Adolfo Mariani. Nel 1962 sono state eseguite ingenti opere di restauro che hanno riportato la chiesa alle sue linee trecentesche.